# Segundo Triunvirato
O Segundo Triunvirato (associação política entre três homens) foi estabelecido em 43 a.C., na República Romana, entre Marco Antônio, Otávio e Lépido, prolongou-se até 33 a.C..
Ao contrário do primeiro triunvirato, um acordo informal entre Júlio César, Pompeu, o Grande e Marco Licínio Crasso, este triunvirato foi uma aliança política formal. Com o nome oficial de Triunviros para a Organização do Povo (em Latim: Triumviri Rei Publicae Constituendae Consulari Potestate), o triunvirato foi legislado pela Lex Titia e aprovado pela Assembleia do Povo, conferindo poderes universais aos três homens por um período de cinco anos.
A constituição do Segundo Triunvirato e atribuição de poderes excepcionais a António, Otávio e Lépido justificou-se no período de crise sem precedentes que se seguiu ao assassinato de Júlio César nos Idos de Março de 44 a.C. Otávio então com cerca de 20 anos era filho adotivo do ditador, António e de Lépido dois dos seus comandantes de maior confiança; todos ambicionavam poder e vingança. A primeira ação dos triúnviros foi a de eliminar todos os homens que conspiraram contra César — Cícero foi uma das vítimas — e perseguir Bruto e Cássio que entretanto haviam se refugiado na Grécia.
Tirando Lépido, que era uma figura de consenso e sem grande ambição política, Otávio e António odiavam-se e conspiraram um contra o outro desde a formação do triunvirato. Em 38 a.C. o acordo foi renovado por mais cinco anos, mas as relações entre os três estavam longe de ser amigáveis. Lépido foi afastado do poder e exilado de Roma na sequência de uma manobra política falhada, enquanto António, estacionado com o exército no Egito, atacava Otávio com todas as armas. Finalmente em 33 a.C., o triunvirato chegou ao fim e António e Otávio entraram na guerra aberta que haveria de resultar na Batalha de Áccio (31 a.C.) e no suicídio do primeiro. Com os seus pares afastados do poder, Otaviano ficou sozinho para governar Roma.
Em 27 a.C., Otávio aceitou o título de augusto e este ano é considerado pela historiografia como o início do Império Romano.

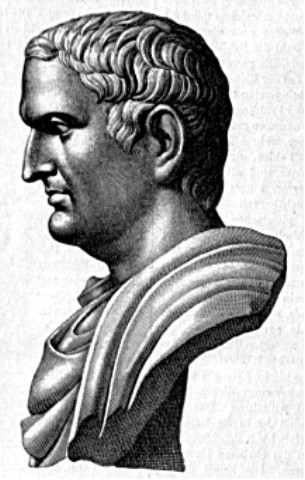
Marco Antônio
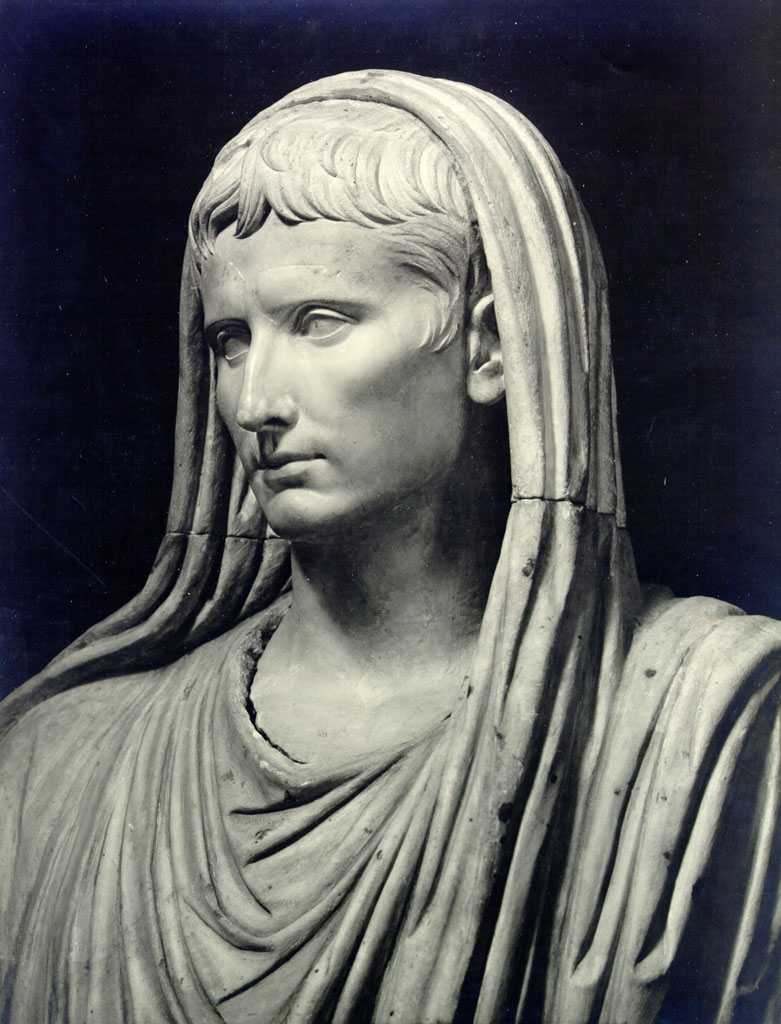
Otávio, busto no Museu Nacional Romano
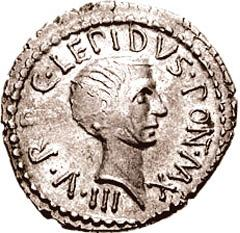
Lépido, imagem em moeda

## Extensão do domínio romano durante o Segundo Triunvirato

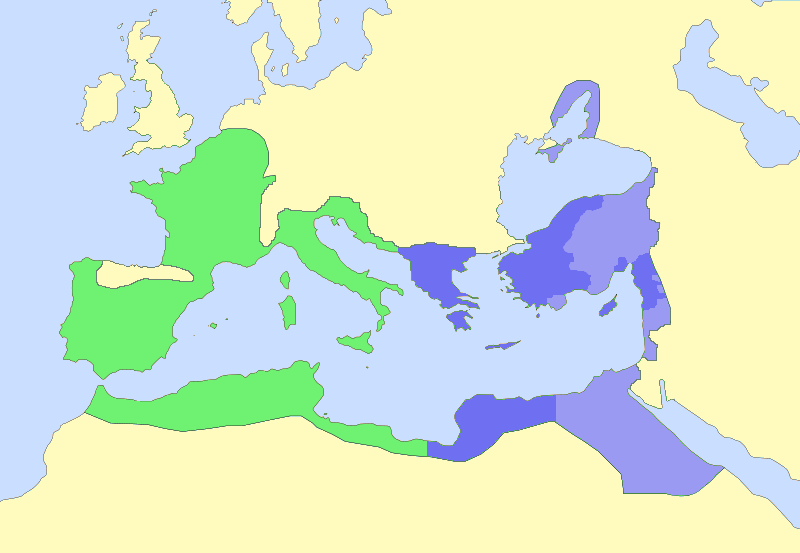
Domínio territorial da República Romana durante o Segundo Triunvirato. A área em verde escuro é o setor sob poder de Otávio. A área em azul escuro estava sob poder de Marco Antônio. A área em azul claro, sob poder de aliados ou vassalos de Antônio.